# Michel Pallanca
Pour les articles homonymes, voir Pallanca.
Michel Pallanca, né à Nice en 1959, est un écrivain niçois d’expression occitane (nissart) et française, également connu sous le pseudonyme de Miquèl de Carabatta. 

## Biographie
Diplômé en ethnologie, Michel Pallanca a réalisé de nombreux travaux de moulage et de muséographie, notamment pour le laboratoire de préhistoire du Lazaret à Nice (sous la direction du professeur Henry de Lumley), pour le Musée de l’Homme, pour le Musée de Tautavel, pour le Musée de Préhistoire des Eyzies-de-Taillac, ou encore pour le Musée des Merveilles de Tende.
Il est l’auteur d’un ouvrage intitulé Granges en montagne – Techniques traditionnelles de construction dans le haut Comté de Nice (Serre, 2002) et de contributions au guide Gallimard Parc national du Mercantour (2002) et aux revues Lou Sourgentin et Patrimoines du Haut Pays (anciennement Pays vésubien), ainsi qu'un article intitulé « L'Authion – une montagne d’Histoires » (Carnets de l’Amont, no 3, 2010, en collaboration avec P. Diana et S. Joseph).
Soucieux de préserver et de faire vivre le patrimoine linguistique du Comté de Nice, Michel Pallanca est membre (depuis 1975) et conseiller du Théâtre Niçois de Francis Gag. Professeur d’occitan depuis 1999, vice-président de l’Association des Professeurs de Langues Régionales de l’Académie de Nice, il a participé à la conception et à la réalisation de la vidéo pédagogique d’apprentissage du niçois Jouan Badola vai à l’escola (2001). On lui doit également l’édition (sélection, transcription et traduction en français), en 2007, de 70 enregistrements de la chronique radiophonique Li Minuta nissardi de Francis Gag (1973-1976) retrouvés dans les archives de Radio France.
Membre du PEN Club occitan, il est l’auteur de plusieurs nouvelles en langue d'oc, sous son nom de plume Miquèl de Carabatta, notamment : Lou Baròcou funeral de paure Mestre Simoun-Pèire Sartre (Armanac Mesclum, 2006 ; Prix Victor Gelu de la nouvelle 2005) ; Lou Fantasma de l’aparecida (Amana Prouvençau, 2009) ; Augustinha (in Istòrias de Palhon no 2, ADPP, 2010 ; Patrimoines du Haut Pays no 12, 2012) ; Carabatta (Armana Provençau, 2010). En collaboration avec Sébastien Cagnoli, il signe en 2013 la version niçoise (occitane) du roman de Sofi Oksanen Kun kyyhkyset katosivat : Quora despareissèron lu colombs,.
Michel Pallanca est conseiller municipal de la commune du Moulinet depuis 2001, et adjoint au maire depuis 2008. Il enseigne au collège Port Lympia le français et le niçois. Et il continue de diriger la troupe d'élèves d'occitan « lou pichin teatre de Barba Martin » en donnant au moins une représentation chaque année au théâtre Francis-Gag. 
En 2021, Michel Pallanca est nommé chevalier dans l’ordre des Palmes académiques.